# 암모니아수
암모니아수 또는 수산화 암모늄(영어: ammonium hydroxide (ammonium water))은 암모니아의 수용액을 일컫는 말이다. 암모니아 용액에는 NH4OH 분자가 관찰되지 않고 분리할 수도 없기 때문에 엄밀하게는 수산화 암모늄이라는 용어는 적절치 않을수있으나 많은 곳에서 사용되고 있다.

## 성질
암모니아수에는 NH3 + H2O와 NH4OH 의 중간형태의 구조를 가진 분자가 존재한다고 여겨진다. 암모니아가 물에 녹으면서 다음과 같은 평형이 생성된다.
NH3 + H2O ⇄ NH4+ + OH-
위 반응의 이온화 상수는 25°C에서 1.77×10-5이다.
NH3 + H2O분자는 암모니아 분자와 물 분자가 수소 결합으로 결합되어 있는 형태를 가지며, 녹는점은 -79.0°C이다. 암모니아수에는 2NH3 + H2O태의 분자도 존재하며, 녹는점은 -78.8°C이다.

## 제법
암모니아를 물에 녹인다. 1부피의 물에 670부피의 암모니아가 녹을 수 있다. 암모니아가 물에 녹는 과정에서 열이 나기 때문에 식혀줄 필요가 있다. 이 과정에서 공기 중의 이산화 탄소가 약간 녹아들어가서 약간의 탄산염이 생성되나 일반적으로는 이를 제거하지 않는다.

## 용도
암모니아수는 주로 다음과 같은 용도로 사용된다.
- 침전제, 완충 용액 등의 시약
- 의류의 얼룩 제거, 모직물 세탁
- 국소 자극제, 흥분제, 제산제, 중화제 등의 의약품

## 보관상의 주의
암모니아가 증발될 수 있고 공기 중에 존재하는 이산화 탄소 등의 산성 기체를 흡수하기 때문에 고무, 플라스틱, 유리 등의 마개로 막아서 보관하여야 한다. 온도 상승과 함께 암모니아의 분압이 상승하여 폭발할 수 있으므로 30°C 이하의 찬 곳에서 보관해야 한다. 그 밖의 주의사항은 암모니아의 것을 따른다.

## 같이 보기
- 암모니아